# Lethbridge
Pour les articles homonymes, voir Lethbridge (homonymie).
Lethbridge (prononcé en anglais : /ˈlɛθ.bɹɪdʒ/) est une cité canadienne de l'Alberta, la quatrième de la province pour ce qui est de la population après Calgary, Edmonton et Red Deer et la troisième pour la superficie (avec 121,97 km2) après Calgary et Edmonton. 
Le Chinook, vent chaud venant des Rocheuses canadiennes, contribue aux hivers doux et aux étés chauds et sec dont jouissent les habitants de la ville. Lethbridge se situe à 210 km de Calgary et 110 km de la frontière entre le Canada et les États-Unis, la mettant en plein cœur du sud de l'Alberta. Lors du recensement de 2012, on y a dénombré une population de 89 074 habitants.

## Histoire
La ville a pour origine un fort fondé en 1869 pour le trafic du whisky par John Jerome Healy. .

## Démographie
| 2001   | 2006   | 2011   | 2016   |
| ------ | ------ | ------ | ------ |
| 67 374 | 74 637 | 83 517 | 92 729 |

## Géographie
Située à la latitude 49.7° nord et à la longitude 112.833° ouest, la cité est séparée en trois grandes zones démographiques : le Nord, le Sud et l’Ouest. La rivière Oldman sépare l’Ouest des deux autres régions tandis que la Crowsnest Highway (l’autoroute du Corbeau) délimite le Nord du Sud.

### Le Nord
Le Nord est la région la plus ancienne de Lethbridge, initialement habitée par des mineurs travaillant à la mine de charbon de la cité. Plus industrielle que les deux autres régions, avec son parc industriel, le Nord a la population la plus âgée, et englobe la ex-communauté d'Hardieville, annexé en 1978.

### Le Sud
Le Sud est le cœur commercial de la cité, contenant le centre-ville et la plupart des commerces et des services publics. Cette région de Lethbridge contient aussi la mairie et le collège de Lethbridge.

### L'Ouest
De loin la plus jeune région développée, l'Ouest abrite la jeunesse de la cité ainsi que l'Université de Lethbridge. Il faut aussi noter que la plupart des expansions démographiques sont faites dans cette région.

## Personnalités
- Conrad Bain, acteur ;
- Alexa Gray, joueuse canadienne de volley-ball ;
- Duncan Regehr, acteur et artiste ;
- Kris Versteeg, joueur de hockey évoluant avec les Oilers d'Edmonton.